# Thời kỳ tiền Colombo

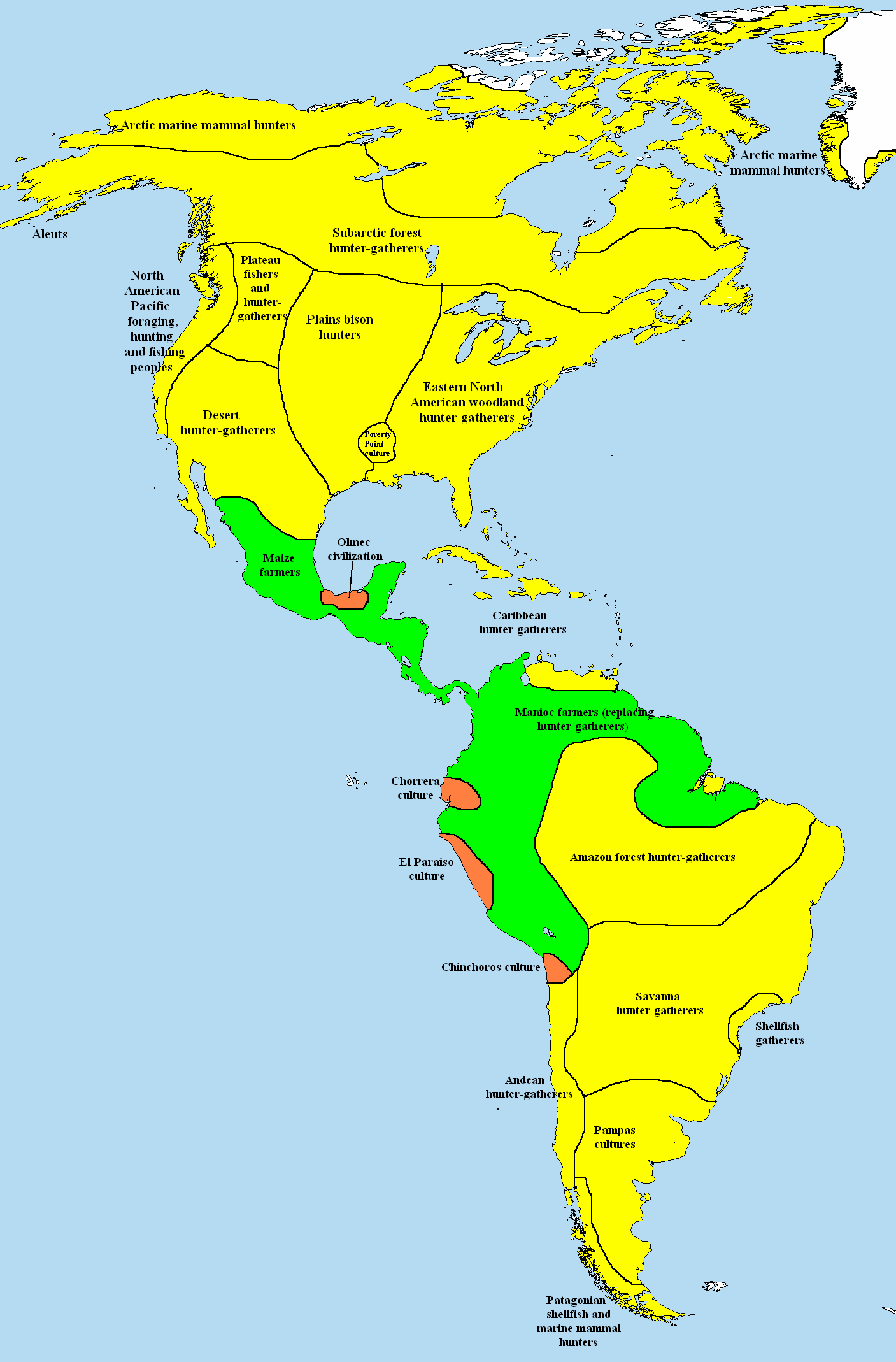
Lược đồ thể hiện các cộng đồng người ở châu Mỹ vào năm 1000 trước Công nguyên.
Săn bắt-hái lượm
Xã hội nông nghiệp giản đơn
Xã hội nông nghiệp phức tạp (các bộ lạc hoặc các nền văn minh)

Thời kỳ tiền Colombo (tiếng Anh: Pre-Columbian era) bao hàm tất cả các giai đoạn lịch sử và tiền sử của châu Mỹ trước khi chịu ảnh hưởng đáng kể của châu Âu.
Theo nghĩa hẹp, thuật ngữ này hàm nghĩa thời kỳ trước khi Cristoforo Colombo (còn viết theo tiếng Anh là Christopher Columbus) đặt chân đến châu Mỹ vào năm 1492, nhưng trong thực tế người ta thường dùng nó để chỉ toàn bộ lịch sử của người châu Mỹ bản địa trước khi bị châu Âu ảnh hưởng đáng kể, ngay cả khi điều này diễn ra trong vòng vài thập niên hoặc vài thế kỉ sau sự kiện năm 1492 đó. Vì lý do này mà còn có thêm các thuật ngữ khác như "châu Mỹ tiền tiếp xúc", "châu Mỹ tiền thuộc địa" hoặc "châu Mỹ tiền sử". Ở Mỹ Latinh, thuật ngữ thường được dùng là "tiền Tây Ban Nha" .
Nhiều nền văn minh thời kì tiền Colombo đã đạt những thành tựu nổi bật, thể hiện qua các khu định cư lâu dài, các thành phố, đền đài, nền nông nghiệp,... Một số trong số đó đã phai tàn từ lâu trước cả khi dân châu Âu và châu Phi sang châu Mỹ định cư (khoảng cuối thế kỉ 15 - đầu thế kỉ 16) và chỉ còn được biết tới qua những khám phá khảo cổ học và truyện kể truyền miệng. Những nền văn minh khác được sử sách châu Âu ghi chép lại, riêng một vài nền văn minh như Maya thì có riêng các ghi chép của mình. Thời đó, người Công giáo xem những ghi chép này là sản phẩm dị giáo và cho tiêu hủy rất nhiều tài liệu bản địa. Ngày này chỉ còn sót lại rất ít ghi chép của dân bản địa châu Mỹ, một số được dịch sang tiếng Tây Ban Nha và tiếng Anh, cung cấp cho các sử gia hiện đại vài nét về nền văn hóa và tri thức cổ đại của dân bản địa châu Mỹ.
Sau thời kì tiền Colombo, các nền văn hóa bản địa Mỹ châu vẫn tiếp tục phát triển. Nhiều dân bản địa và con cháu họ tiếp tục bảo tồn phong tục truyền thống trong khi vẫn tiếp thu những nét văn hóa và công nghệ mới vào đời sống.

## Lịch sử
Trước khí ngành khảo cổ học phát triển vào thế kỷ 19, các sử gia về thời kỳ tiền Columbus chủ yếu dựa nghiên cứu của họ theo các ghi chép của những người chinh phục và các nhà thám hiểm châu Âu. Mãi đến thế kỷ 19, công trình nghiên cứu của những người như John Lloyd Stephens, Eduard Seler và Alfred P. Maudslay, và của các tổ chức như Bảo tàng Khảo cổ học và Dân tộc học Peabody thuộc Đại học Harvard, đã khiến ta phải xem xét lại và phê bình sử liệu từ phía người Âu. Hiện nay, các nghiên cứu học thuật về văn hóa tiền Columbus phải dựa trên cơ sở phương pháp luận khoa học và đa ngành chính thống.

### Định cư châu Mỹ
Những cộng đồng du mục châu Á được cho là đã tiến vào châu Mỹ thông qua cầu lục địa Beringia, nay là eo biển Bering; họ có lẽ đã men theo đường bờ biển Bắc Mỹ đế xuống Nam Mỹ. Bằng chứng DNA ty thể (mtDNA) từ thổ dân châu Mỹ hỗ trợ lý thuyết đa quần thể di cư từ châu Á sang châu Mỹ. Trải qua hàng thiên niên kỷ, người Anh-điêng Cổ bành trướng khắp Bắc và Nam Mỹ. Thời điểm chính xác khi nhóm người đầu tiên di cư vào châu Mỹ vẫn đang được tranh luận. Nền văn hóa sớm nhất ở châu Mỹ là văn hóa Clovis, với các di chỉ có niên đại từ 13.000 năm trước. Tuy nhiên, những di chỉ cổ hơn có niên đại 20.000 năm trước cũng đã được công bố. Một số nghiên cứu di truyền bản địa ước tính cuộc định cư châu Mỹ diễn ra vào khoảng 40.000-13.000 năm trước. Mô hình di cư và trình tự thời gian hiện được chia thành hai cách tiếp cận chính. Đầu tiên là lý thuyết niên đại ngắn cho rằng cuộc di cư từ Alaska vào châu Mỹ xảy ra không sớm hơn 14.000-17.000 năm trước, kế tiếp đó là những làn sóng di cư liên tục vào châu Mỹ. Lý thuyết thứ hai là lý thuyết niên đại dài, đề xuất rằng nhóm người đầu tiên tiến vào châu Mỹ sớm hơn thế nhiều, có lẽ từ 50.000-40.000 năm trước hoặc sớm hơn.
Nhiều cổ vật đã được tìm thấy ở cả Bắc và Nam Mỹ có niên đại từ 14.000 năm trước, và chính vì lẽ đó, con người được cho là đã tới Cape Horn ở cực nam của Nam Mỹ vào thời điểm này. Nếu đúng thì các dân tộc Eskimo là làn sóng di cư muộn nhất, có lẽ không quá 2.000 năm trước, vượt đại dương băng từ Siberia sang Alaska.

### Bắc Mỹ

#### Thời kỳ Thái cổ
Khí hậu Bắc Mỹ không ổn định sau khi kỷ băng hà kết thúc. Khí hậu vùng này mới chỉ ổn định vào khoảng 10.000 năm trước; điều kiện khí hậu sau đó rất giống với ngày nay. Trong thời kỳ này, được gọi là thời kỳ Thái cổ, nhiều nền văn hóa cổ bắt đầu phát triển.
Khí hậu không ổn định dẫn đến sự di cư lan rộng của người Anh-điêng Cổ khắp châu Mỹ, phân tách thành hàng trăm bộ lạc và văn hóa khác biệt. Người Anh-điêng Cổ là những cộng đồng săn bắn hái lượm, chia thành các bộ lạc thị tộc nhỏ, di động gồm 20 đến 50 thành viên. Các nhóm này di chuyển liên tục để tìm các vùng đất trù phú mới do tài nguyên ở một khu vực là có hạn. Trong phần lớn thời kỳ Anh-điêng Cổ, các bộ lạc sống chủ yếu thông qua việc săn bắt các loài động vật trên cạn khổng lồ hiện đã tuyệt chủng như voi răng mấu hay bò rừng cổ đại. Các nhóm người Anh-điêng Cổ chế tác nhiều loại công cụ, bao gồm các mũi phóng và dao xẻ thịt.
Sự rộng lớn và sự đa dạng về khí hậu, sinh thái, thảm thực vật, động vật và địa hình của Bắc Mỹ chia tách các nhóm người cổ đại thành nhiều dân tộc nói các ngữ hệ và sở hữu các nền văn hóa khác nhau.
Trải qua hàng ngàn năm, người Anh-điêng Cổ đã thuần hóa, nhân giống và nuôi trồng một số loài thực vật, hiện nay đã chiếm 50%-60% số lượng cây trồng trên toàn thế giới. Nhìn chung, các dân tộc Bắc Cực, Cận Bắc Cực và duyên hải tiếp tục lối sống săn bắn và hái lượm, còn các dân tộc gắn bó với nông nghiệp lại phát triển ở những vùng ôn đới, cho phép dân số tăng mạnh.

#### Trung kỳ Thái cổ

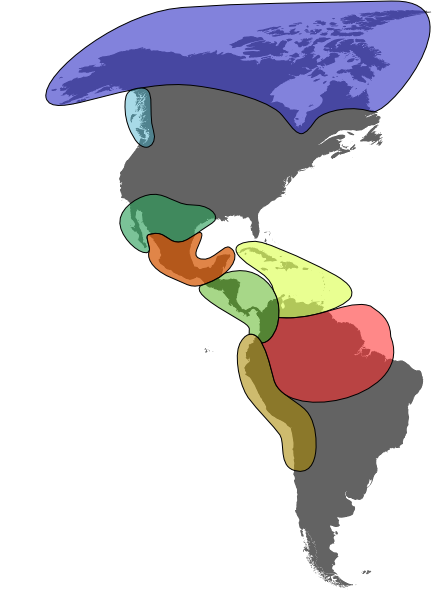
Các khu vực văn hóa chính của châu Mỹ thời tiền Columbus:
Bắc cực
Tây bắc
Aridoamerica
Trung Bộ châu Mỹ
Colombo-Eo đất
Caribê
Amazon
Andes

Sau các cuộc di cư ban đầu, phải mất vài nghìn năm các xã hội phức tạp mới xuất hiện, sớm nhất vào khoảng 7000-8000 năm trước. Ngay từ năm 6500 TCN, người dân ở Thung lũng Hạ lưu Mississippi tại di chỉ Monte Sano xây dựng các gò đất rất lớn, có lẽ dùng cho mục đích tôn giáo. Đây là sự hiện diện sớm nhất của các phức hợp gò được tìm thấy ở Louisiana, Mississippi và Florida ngày nay. Từ cuối thế kỷ 20, các nhà khảo cổ học bắt đầu nghiên cứu và xác định niên đại của những di chỉ này. Họ phát hiện ra rằng người xây dựng chúng là các xã hội săn bắn hái lượm, chỉ di cư tới một số vùng theo mùa và chưa phát triển gốm sứ. Watson Brake, một di chỉ tổ hợp mười một gò đất, được khởi công vào năm 3400 TCN và được đắp đất dần lên trong khoảng 500 năm tiép theo. Điều này thay đổi quan niệm trước đây rằng, chỉ có các xã hội canh tác nông nghiệp, định canh định cư, phân tầng giai cấp và biết chế tác đồ sứ mới xây dựng được những công trình hoa mỹ thế này. Những người cổ đại xây dựng những gò đất này hoàn toàn dựa trên một cấu trúc xã hội hoàn toàn khác.

#### Cuối kỳ Thái cổ

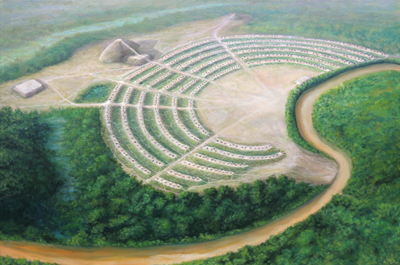
Tranh minh họa phục dựng di chỉ Poverty Point, 1500 TCN

Trước khi ta xác định được niên đại của Watson Brake và các di chỉ khác, khu phức hợp gò đất lâu đời nhất được cho là Poverty Point, cũng nằm ở Thung lũng Hạ lưu Mississippi. Được xây dựng vào khoảng năm 1500 TCN, nó là trung tâm của một nền văn hóa trải rộng trên hơn 100 di chỉ tỏa về hai phía của Mississippi. Di chỉ Poverty Point sở hữu công trình đất có dạng sáu nửa hình tròn đồng tâm, xen kẽ bởi các lối đi xuyên tâm, cùng với một số gò đất. Toàn bộ khu phức hợp trải dài gần một dặm.
Công trình gò đất được kế thừa bởi các nền văn hóa sau này, họ xây dựng thêm nhiều di chỉ ở vùng thung lũng giữa sông Mississippi và Ohio, theo các mô típ kiểu như gò hình nộm, gò hình nón, sườn núi và nhiều hình dạng khác.

#### Thời kỳ Rừng gỗ

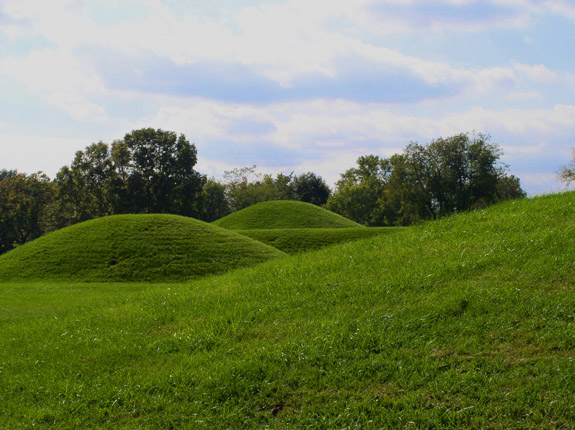
Các gò Hopewell từ Công viên lịch sử quốc gia văn hóa Hopewell ở Ohio

Thời kỳ Rừng gỗ của các nền văn hóa tiền Columbus ở Bắc Mỹ được định nghĩa là khoảng thời gian từ năm 1000 TCN đến 1000 CN. Thuật ngữ "Rừng gỗ" được đặt ra vào những năm 1930, dùng để chỉ các di chỉ tiền sử hậu thời kỳ Thái cổ và trước các nền văn hóa của người Mississippi. Văn hóa Adena và Truyền thống Hopewell trong thời kỳ này đã xây dựng các kiến trúc công trình đất hoành tráng và thiết lập mạng lưới giao thương trải khắp lục địa.
Thời kỳ này chỉ được coi là giai đoạn phát triển do không có bất kỳ cuộc cách mạng lớn nào trong khoảng thời gian ngắn nhưng thay vào đó lại có những phát triển liên tục về công cụ bằng đá và xương, thuật gia công da thú, sản xuất dệt may, chế tạo công cụ, trồng trọt và xây dựng nơi trú ẩn. Một số dân tộc Rừng gỗ tiếp tục sử dụng giáo và atlatl cho đến cuối thời kỳ này, khi mà chúng bị thay thế bởi cung tên.

#### Văn hóa Mississippi

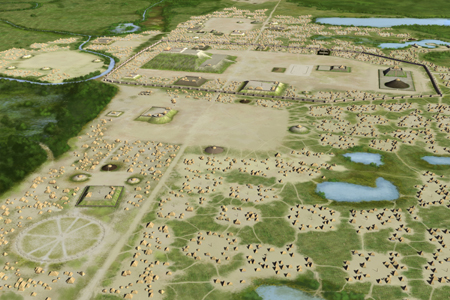
Cahokia, di chỉ văn hóa Mississippi lớn nhất

Văn hóa Mississippi đã lan rộng khắp Đông Nam và Trung Tây từ bờ biển Đại Tây Dương đến rìa đồng bằng, từ Vịnh Mexico đến Thượng Trung Tây, tập trung nhiều nhất ở khu vực dọc theo Sông Mississippi và Sông Ohio. Một trong những đặc điểm nổi bật của nền văn hóa này là việc xây dựng các khu phức hợp gò đất và các công trình xây dựng trên gò đất lớn, tiếp nối truyền thống xây dựng gò của các nền văn hóa trước đó. Họ trồng ngô và các loại cây trồng khác, tham gia vào một mạng lưới thương mại rộng lớn và có một xã hội phân tầng phức tạp. Người Mississippi xuất hiện lần đầu tiên vào khoảng năm 1,000 CN, phát triển từ thời kỳ Rừng gỗ ít tập trung hơn. Khu đô thị lớn nhất của dân tộc này là Cahokia, tọa lạc gần Đông St. Louis, Illinois hiện đại, có lẽ từng có dân số trên 20.000. Các tù trưởng quốc (chiefdom) khác bắt đầu nổi lên khắp Đông Nam Bộ và các mạng lưới thương mại đã đến được cả Ngũ Đại Hồ và Vịnh Mexico. Vào thời kỳ đỉnh cao, giữa thế kỷ 12 và 13, Cahokia là thành phố đông dân nhất Bắc Mỹ. (Các thành phố lớn hơn tồn tại ở Trung Mỹ và Nam Mỹ) Gò của tu sĩ, trung tâm nghi lễ chính của Cahokia, là công trình xây dựng từ đất lớn nhất của châu Mỹ thời tiền sử. Nền văn hóa này đạt đến đỉnh cao vào khoảng năm 1200-1400 CN nhưng dường như đã suy vong trước khi người châu Âu xuất hiện.
Nhiều người dân vùng Mississippi đã tiếp xúc với đoàn thám hiểm của Hernando de Soto vào những năm 1540, đã để lại kết cục thảm hại cho cả hai bên. Không giống như các đoàn thám hiểm Tây Ban Nha ở Trung Bộ châu Mỹ, nơi có những đế chế cực kì đồ sộ mà họ đã có thể khuất phục chỉ với quân số ít ỏi, đoàn thám hiểm của de Soto bôn ba ở Đông Nam Mỹ trong bốn năm, kiệt sức, mất mát và tổn thất nhiều, rồi cuối cùng quay trở lại Mexico trong tình trạng tơi tả. Bệnh dịch lây lan từ đoàn thám hiểm đã tàn phá dân cư bản địa và gây ra nhiều gián đoạn xã hội. Vào thời điểm người châu Âu quay trở lại 100 năm sau đó, gần như tất cả các dân tộc Mississippi đã tuyệt diệt và những vùng đất rộng lớn từng một thời là lãnh thổ của họ hầu như không còn người ở.

#### Các bộ lạc cổ đại
Vào thời điểm người châu Âu đến đây, người dân bản địa Bắc Mỹ đã có nhiều kiểu xã hội với lối sống khác nhau; từ định cư, nông nghiệp đến săn bắn hái lượm bán du mục. Nhiều bộ lạc được thành lập và liên minh với nhau để đối phó với thực dân châu Âu. Những bộ lạc này thường được phân loại dựa theo vùng văn hóa hay địa lý. Chúng bao gồm các vùng sau đây:
- Bắc Cực, bao gồm các dân tộc Aleut, Inuit và Yupik
- cận Bắc cực
- Vùng rừng đông bắc
- Rừng Đông Nam
- Đại Bình nguyên
- Đại Bồn địa
- Cao nguyên Tây Bắc
- Bờ biển Tây Bắc
- California
- Tây Nam (Châu Mỹ ốc đảo)

Nhiều xã hội thời tiền Columbus không còn du cư nữa, chẳng hạn như người Pueblo, Mandan, Hidatsa và một số dân tộc khác, và một số khu định cư lớn, ngay cả các thành phố, như Cahokia, ngày nay là Illinois. Liên minh các quốc gia Iroquois hay "Dân của nhà dài" là một xã hội dân chủ, tiến bộ về chính trị, được một số nhà sử học cho là đã ảnh hưởng đến Hiến pháp Hoa Kỳ, với việc Thượng viện thông qua nghị quyết về hiệu ứng này vào năm 1988. Các nhà sử học đã tranh luận về cách giải thích này và tin rằng tác động là tối thiểu hoặc không tồn tại, chỉ ra nhiều điểm khác biệt giữa hai hệ thống và tiền lệ rộng rãi cho hiến pháp trong tư tưởng chính trị châu Âu.

### Trung bộ châu Mỹ

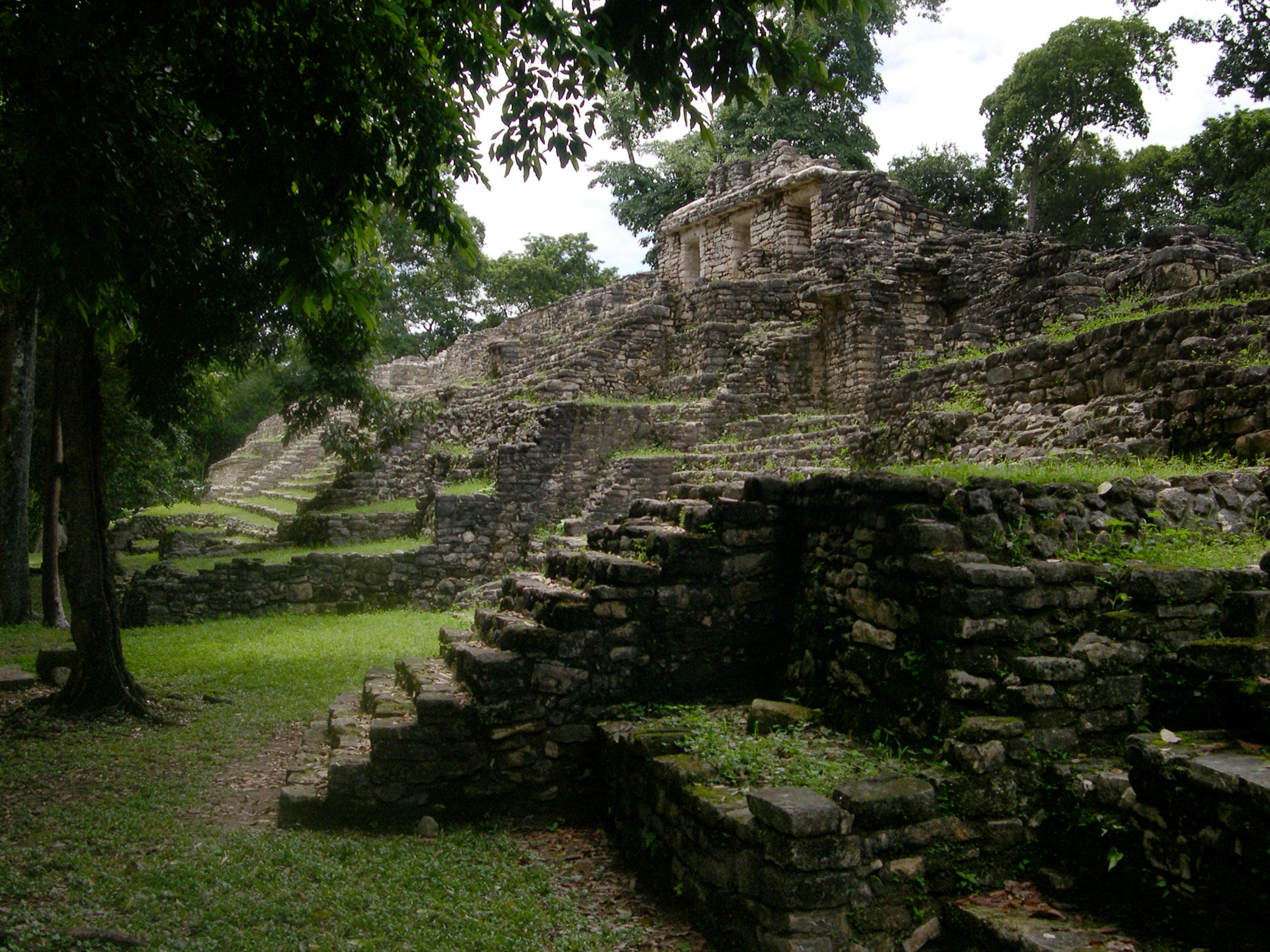
Một trong những kim tự tháp ở tầng trên của thành phố cổ Yaxchilán

Trung Bộ châu Mỹ là khu vực kéo dài từ trung tâm nam Mexico đến biên giới phía tây bắc của Costa Rica. Khu vực này là cái nôi của các nền văn minh nông nghiệp phân tầng giai cấp; sở hữu chung niềm tin tôn giáo, nghệ thuật, kiến trúc và công nghệ; và liên tục phát triển trong khoảng 3000 năm trước các chuyến hải hành tới Caribe của Christopher Columbus. Mesoamerican là tính từ thường được sử dụng để chỉ nhóm văn hóa tiền Columbus này. Từ năm 2000 đến năm 300 TCN, các nền văn hóa phức tạp bắt đầu nở rộ ở Trung bộ châu Mỹ và một số đạt đến trình độ văn minh đỉnh cao như Olmec, Teotihuacan, Maya, Zapotec, Mixtec, Huastec, Purepecha, Toltec và Mexica/Aztec. Nền văn minh Mexica, còn được gọi là Đế quốc Aztec, được thành lập từ ba thành bang đồng minh với nhau.

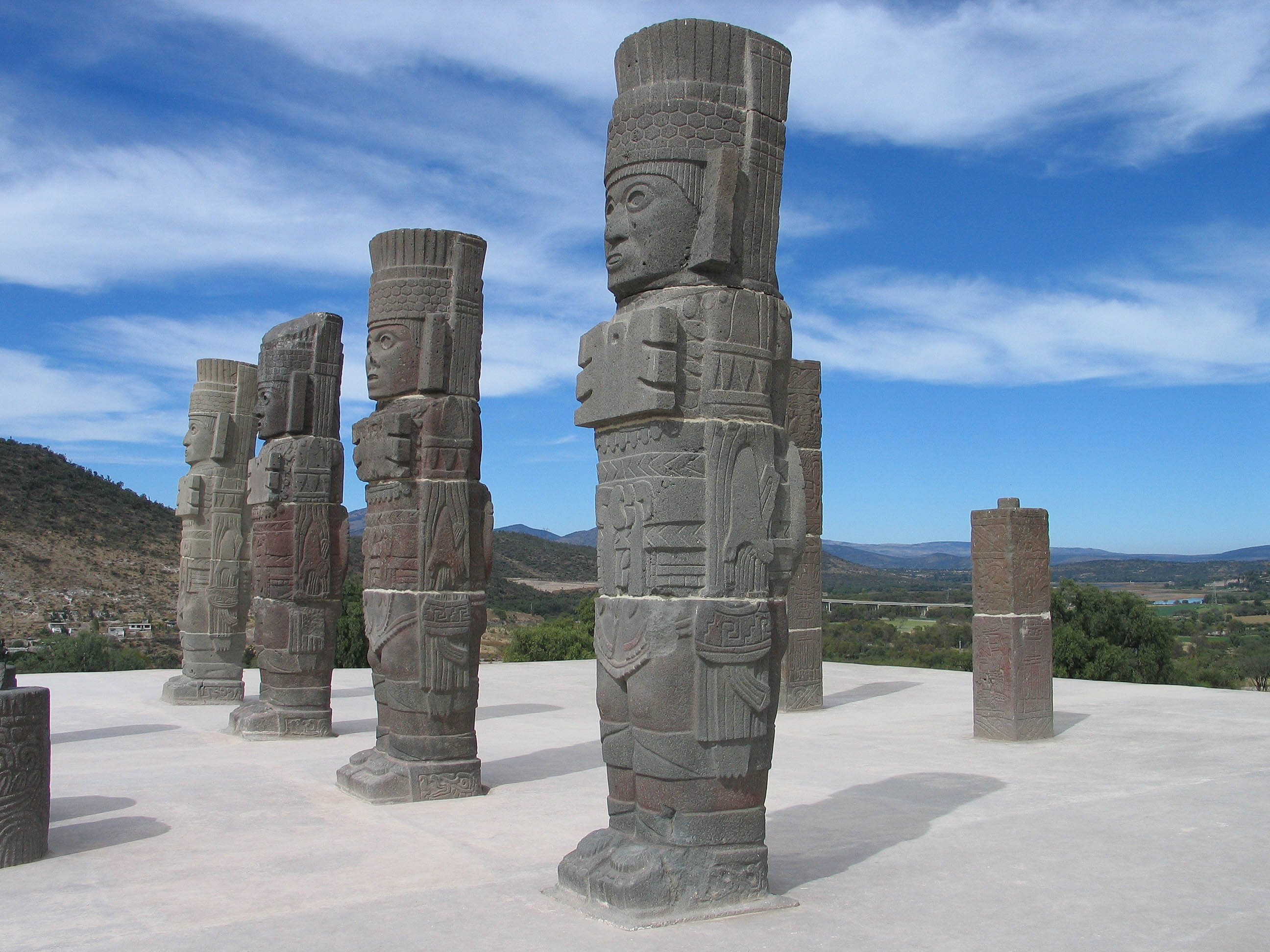
Atlantes tại Tula, Hidalgo

Những nền văn minh bản địa này đã đạt được nhiều thành tựu nổi bật như: kiến trúc lăng đền-kim tự tháp, toán học, thiên văn học, y học, chữ viết, lịch có độ chính xác cao, mỹ thuật, nông nghiệp thâm canh, kỹ thuật, bàn tính và thần học rất phức tạp. Họ cũng đã phát minh ra bánh xe, nhưng chỉ được sử dụng trong các món đồ chơi. Ngoài ra, họ còn biết cách gia công và sử dụng đồng, bạc và vàng.
Chữ khắc cổ đại trên đá và tường đá khắp miền bắc Mexico (đặc biệt là ở bang Nuevo León) tiết lộ nhiều đặc điểm thú vị về số đếm ban đầu của họ. Hệ thống số đếm bản địa dựa theo hệ cơ số 20, bao gồm cả số không. Những con số đầu tiên này được tạo ra để nghiên cứu các sự kiện thiên văn, nó cho ta thấy tầm ảnh hưởng của bầu trời đối với lối sống của người Trung bộ châu Mỹ trước khi người châu Âu xuất hiện. Nhiều nền văn minh Trung bộ châu Mỹ sau này đã tỉ mỉ xây dựng các thành phố và trung tâm nghi lễ của họ dựa theo các sự kiện thiên văn cụ thể.

Kim tự tháp El Castillo nằm ở trung tâm của khu di tích Chichen Itza

Các thành phố lớn nhất Trung bộ châu Mỹ như Teotihuacan, Tenochtitlan và Cholula đều thuộc hàng những thành phố lớn nhất thế giới thời cổ đại. Những khu đô thị này trở thành các trung tâm thương mại, tư tưởng, nghi lễ và thần học, rồi lan tỏa ảnh hưởng của chúng đến các nền văn hóa lân cận miền trung Mexico.
Tuy có nhiều thành bang, vương quốc và đế quốc tranh giành quyền lực và uy tín, ta có thể tóm tắt lịch sử Trung bộ châu Mỹ chỉ thông qua 5 nền văn minh lớn nhất: Olmec, Teotihuacan, Toltec, Mexica và Maya. Những nền văn minh này (duy nhất người Maya bị phân mảnh chính trị) đã mở rộng phạm vi hoạt động của họ trên khắp Trung Bộ châu Mỹ - trở thành những đế quốc có tầm ảnh hưởng chính trị, kinh tế, văn hóa và thần học. Nhiều chính thể trong khu vực thành lập các liên minh kinh tế và chính trị với các nền văn minh mang tầm ảnh hưởng này trong khoảng 4000 năm.
Liên lạc ở Trung bộ châu Mỹ cổ đại là một chủ đề nghiên cứu lớn. Các nhà khoa học có bằng chứng về các tuyến thương mại bắt đầu ở cao nguyên trung tâm Mexico phía bắc rồi đi xuống bờ biển Thái Bình Dương. Những tuyến đường thương mại và liên hệ văn hóa này sau đó đã vươn xuống tận Trung Mỹ. Các mạng lưới này hoạt động với nhiều gián đoạn khác nhau từ thời tiền Olmec cho đến Thời kỳ Cổ điển muộn (600-900 CN).

#### Văn minh Olmec
Nền văn minh sớm nhất được biết đến ở Trung Bộ châu Mỹ là văn minh Olmec. Nền văn minh này đã kiến thiết tiêu chuẩn văn hóa mà tất cả các nền văn minh vùng Mexico sau này sẽ kế thừa. Nền văn minh tiền Olmec bắt đầu đồng thời với khoảng thời gian số lượng đồ gốm tạo tác tăng mạnh, vào khoảng năm 2300 TCN ở đồng bằng sông Grijalva. Từ năm 1600-1500 TCN, nền văn minh Olmec chính thức nở rộ sau khi thủ đô của họ (nay là di chỉ khảo cổ San Lorenzo Tenochtitlán gần bờ biển phía đông nam Veracruz) được thiết lập. Ảnh hưởng của người Olmec lan rộng khắp Mexico, len lỏi vào tận Trung Mỹ và bao trùm toàn bộ Vịnh México. Họ đã cách mạng hóa giai cấp cai trị, đền thờ-kim tự tháp, văn bản, thiên văn học, nghệ thuật, toán học, kinh tế và tôn giáo. Thành tựu của họ giúp mở đường cho các nền văn minh Maya và miền trung Mexico sau này trỗi dậy.

#### Văn minh Teotihuacan
Sự suy vong của người Olmec để lại một khoảng trống quyền lực ở Mexico. Thành Teotihuacan được định cư lần đầu tiên vào năm 300 TCN và nhanh chóng phát triển rồi cuối cùng đã thế chỗ văn minh Olmec. Vào năm 150 CN, Teotihuacan trở thành một thủ phủ thực sự đầu tiên của Bắc Mỹ bấy giờ. Thành Teotihuacan đã thiết lập một trật tự kinh tế và chính trị mới, chưa từng có tiền lệ ở Mexico. Ảnh hưởng của họ bao trùm khắp Mexico và Trung Mỹ, họ can thiệp chính trị và hậu thuẫn các triều đại mới ở các thành phố Maya là Tikal, Copan và Kaminaljuyú; đều được khắc ghi lại bởi các thành phố Maya này. Thành Teotihuacan có thành phần dân cư đa dạng, hội tụ từ khắp nơi. Hầu hết các dân tộc bản địa vùng Mexico đều hiện diện ở thành phố, chẳng hạn như người Zapotec từ vùng Oaxaca. Họ sinh sống trong các khu chung cư cộng đồng, nơi họ làm việc và đóng góp cho nền kinh tế và văn hóa của thành phố. Sức kéo kinh tế của Teotihuacan cũng tác động nhiều lên khu vực miền bắc Mexico. Đây là một thành phố có kiến trúc kỳ vĩ, phản ánh một kỷ nguyên thịnh vượng của nền văn minh cổ Mexico. Tuy quyền lực chính trị của họ bị suy giảm vào khoảng năm 650, ảnh hưởng văn hóa của thành bang này vẫn tiếp diễn cho đến cuối thiên niên kỷ đó, nghĩa là vào khoảng năm 950.

#### Nền văn minh Tarascan/Purepecha
Ngày xưa, vùng Tây Mexico hiện nay được định cư bởi rất nhiều các bộ lạc và dân tộc khác nhau. Tuy nhiên, vào khoảng năm 1300, Cazonci (Vua) đầu tiên của nhà nước/đế quốc Tarascan tên là Tariacuri, đã thống nhất các bộ lạc này và kiến thiết một trong những nền văn minh tiên tiến nhất ở Trung bộ châu Mỹ. Thủ đô của họ là Tzintzuntzan, kiểm soát hơn 90 thành phố lân cận. Đế quốc Tarascan là một trong những đế chế lớn nhất Trung Bộ châu Mỹ, thường xuyên xung đột và gây hấn với Đế quốc Aztec lân bang. Khác xa các nền văn minh trong khu vực, đế quốc Tarascan đã thuần thục nghệ thuật luyện kim, biết dùng đồng, bạc và vàng để tạo ra nhiều công cụ, đồ trang trí, vũ khí và áo giáp. Những chiến thắng vĩ đại của người Tarascan trước người Aztec đã khiến họ trở thành một liệt cường trong khu vực, sánh ngang hàng với người Aztec. Vùng Tây Mexico có ít tiếp xúc với các nền văn minh trước đó ở Trung Bộ châu Mỹ nên nền văn hóa của nhà nước này cũng rất độc đáo và khác biệt so với các nền văn minh láng giềng.

#### Văn minh Maya

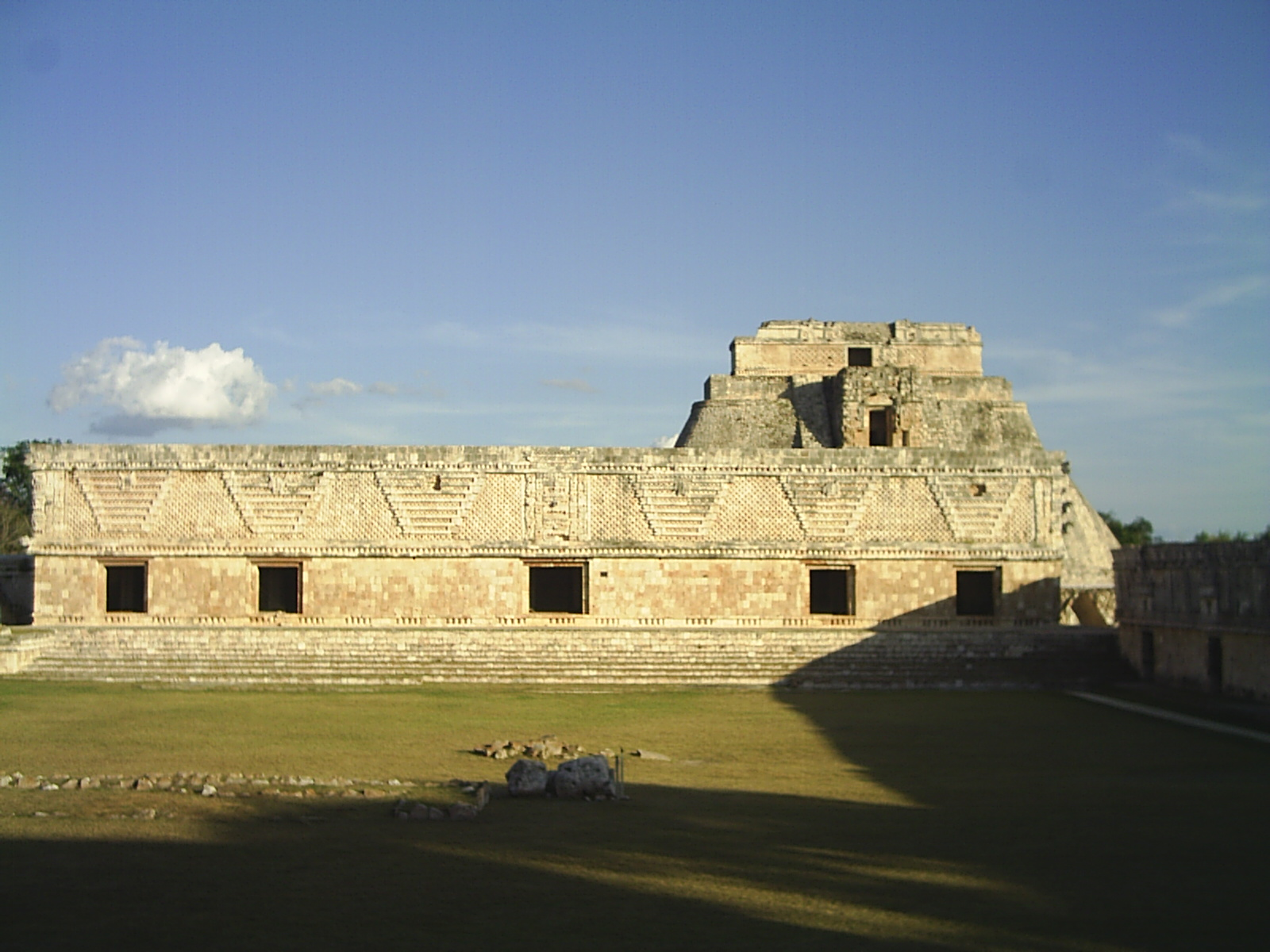
Kiến trúc Maya tại Uxmal

Tồn tại cùng với thời đỉnh cao của thành Teotihuacan là nền văn minh Maya Cổ điển. Giai đoạn từ năm 250 đến năm 650 là thời kỳ hưng thịnh của vùng văn hóa Maya. Người Maya tuy chưa bao giờ đạt được sự thống nhất về lãnh thổ và chính trị như các trật tự văn minh ở trung Mexico, họ vẫn có ảnh hưởng rất lớn lên Mexico và Trung Mỹ. Người Maya xây dựng một số thành phố đồ sộ nhất ở châu Mỹ và phát minh ra nhiều điều mới trong toán học, thiên văn học và lịch. Người Maya có hệ chữ viết tượng hình ký âm hoàn thiện, được khắc lên bia đá, gốm, gỗ hoặc được chép vào các bản thảo làm từ giấy vỏ cây.

#### Văn minh Aztec/Mexica/Liên minh Tam quốc
Tiếp sau sự suy tàn của người Toltec, Thung lũng Mexico bị phân mảnh về địa chính trị. Người Mexica trở thành dân tộc lấp đầy khoảng trống quyền lực đó. Họ từng là những người du mục, một trong bảy dân tộc tự xưng là "Azteca", nghĩa là người từ Aztlán, nhưng sau này tự xưng là người Mexica. Đối với các nền văn minh người Nahua, họ coi người Mexica là một nhóm rợ du mục khác tới từ phương Bắc. Nhờ tài chính trị và quân sự, họ đã trở thành kẻ thống trị Mexico và lập nên 'Liên minh Tam Quốc' (bao gồm hai thành phố "Aztec" khác là Texcoco và Tlacopan).
Người Mexica-Aztec là dân tộc cai trị phần lớn miền trung Mexico vào khoảng năm 1400 (trong khi người Yaqui, Cora và Apache cai trị các khu vực lớn ở sa mạc phía bắc), họ khuất phục hầu hết các thành bang khác trong khu vực vào những năm 1470. Vào thời kỳ đỉnh cao, 300.000 người Mexica làm chủ một đế chế giàu có, với ước tính dân số vào khoảng 5-8 triệu người. Tên của đất nước "Mexico" hiện nay xuất phát từ tên của dân tộc này.
Thủ đô Tenochtitlan của Đế quốc Aztec là một trong những thành phố lớn nhất thế giới với ước tính dân số trong khoảng từ 200.000-300.000 . Các khu chợ được thành lập ở đây có sức chứa hàng ngàn người, được tận mắt chứng kiến bởi các conquistador Tây Ban Nha.

### Nam Mỹ

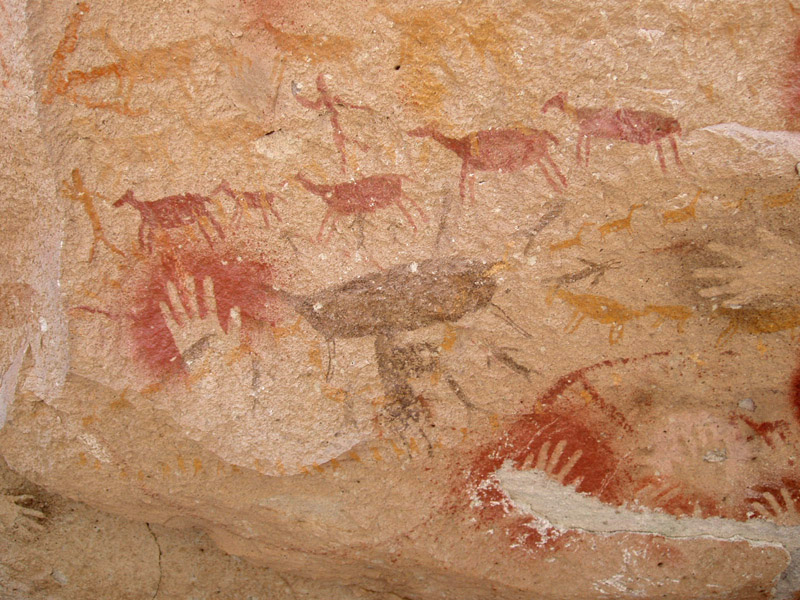
Hình vẽ khoảng từ 13.000 tới 9.500 năm trước tại Cueva de las Manos

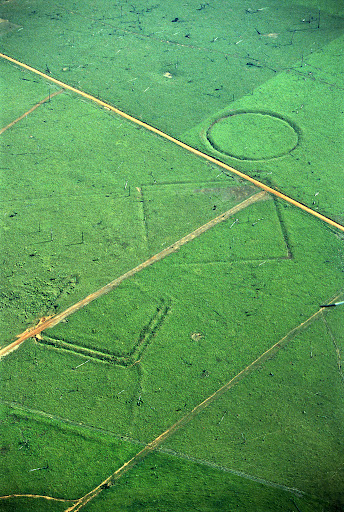
Các Geoglyph (mô típ lớn được tạo ra trên mặt đất) trên vùng đất bị phá rừng trong rừng nhiệt đới Amazon

Vào thiên niên kỷ đầu tiên, các khu rừng nhiệt đới, núi non, đồng bằng và bờ biển rộng lớn của Nam Mỹ là ngôi nhà của hàng triệu người. Theo các ước tính khác nhau thì có khoảng từ 30 - 50 triệu người, một số ước tính khác còn đưa ra con số lên đến 100 triệu. Một số nhóm hình thành các khu định cư cố định. Trong số các nhóm đó có những người nói tiếng Chibcha ("Muisca" hay "Muysca"), Valdivia, Quimbaya, Calima và Tairona. Muisca của Colombia, trì hoãn Thời kỳ Herrera, Valdivia của Ecuador, Quechua và Aymara của Peru và Bolivia là bốn nhóm Thổ dân châu Mỹ định cư ở Nam Mỹ quan trọng nhất. Từ những năm 1970, nhiều geoglyph đã được phát hiện trên vùng đất bị phá rừng ở rừng nhiệt đới Amazon, Brasil, hỗ trợ giả thiết của người Tây Ban Nha về một nền văn minh cổ đại, phức tạp ở  Amazon.
Lý thuyết về liên hệ tiền Columbus qua Nam Thái Bình Dương giữa Nam Mỹ và Polynesia đã nhận được sự ủng hộ từ nhiều bằng chứng, mặc dù xác nhận chắc chắn vẫn còn khó nắm bắt. Một sự khuếch tán của các tác nhân con người đã được đưa ra để giải thích sự hiện diện của người tiền Columbus ở Châu Đại Dương, của một số loài cây trồng có nguồn gốc từ Nam Mỹ, chẳng hạn như bầu (Lagenaria siceraria) hoặc khoai lang (Ipomoea batatas). Bằng chứng khảo cổ trực tiếp cho các liên hệ và vận chuyển tiền Columbus như vậy đã không xuất hiện. Sự giống nhau được ghi nhận trong tên của các loại rễ ăn được trong các ngôn ngữ Maori và Ecuador ("kumari") và Melanesian và Chile ("gaddu") đã không được kết luận.
Một bài báo xuất bản năm 2007 tại PNAS đã đưa ra DNA và bằng chứng khảo cổ học rằng gà được thuần hóa đã được đưa vào Nam Mỹ qua Polynesia vào cuối thời tiền Columbus. Những phát hiện này đã bị thách thức bởi một nghiên cứu sau đó được công bố trên cùng một tạp chí, khiến người ta nghi ngờ về hiệu chuẩn niên đại được sử dụng và đưa ra các phân tích mtDNA thay thế không đồng ý với nguồn gốc di truyền Polynesia. Nguồn gốc và niên đại vẫn là một vấn đề mở. Cho dù sự trao đổi Polynesian - Mỹ có xẩy ra lúc ban đầu hay không, không có di sản hấp dẫn nào về di truyền, khảo cổ, văn hóa hoặc ngôn ngữ của liên hệ như vậy đã xuất hiện.

#### Nền văn minh Bắc Chico

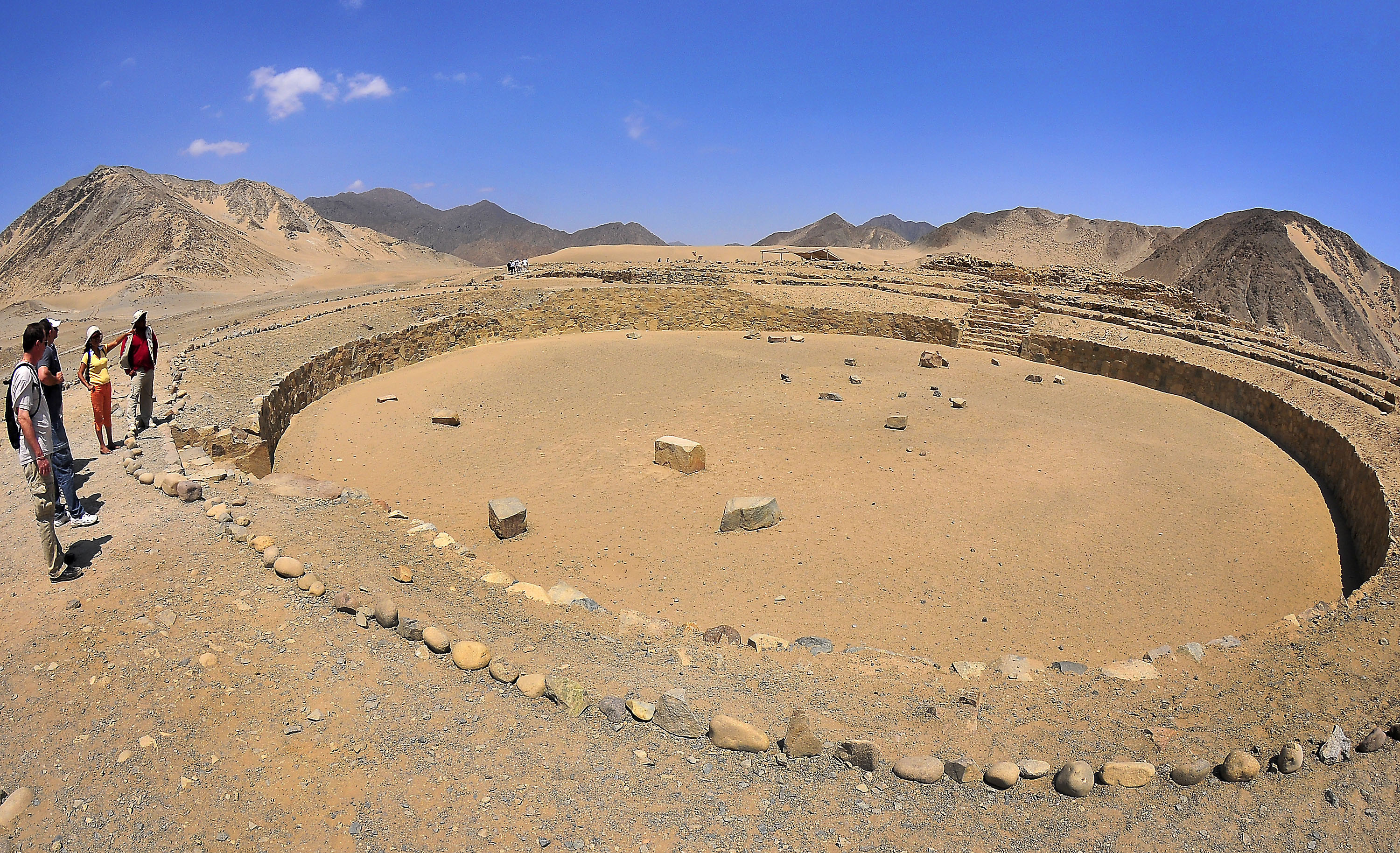
Thành phố cổ của Caral

Trên bờ biển phía bắc miền trung của Peru ngày nay, Norte Chico hay Caral (được biết đến ở Peru) là một nền văn minh xuất hiện vào khoảng năm 3000 trước Công nguyên (cùng thời với sự phát triển của các đô thị ở Lưỡng Hà.) Nó được coi là một trong những cái nôi của nền văn minh thế giới. Nó có một cụm các khu định cư đô thị quy mô lớn, trong đó Thành phố Thánh Caral, trong thung lũng Supe, là một trong những địa điểm được nghiên cứu tốt nhất và lớn nhất. Norte Chico hay Caral là nền văn minh lâu đời nhất được biết đến ở châu Mỹ và tồn tại cho đến khoảng năm 1800 trước Công nguyên.

#### Văn hóa Valdivia
Văn hóa Valdivia tập trung ở bờ biển Ecuador. Sự tồn tại của họ được phát hiện gần đây bởi những phát hiện khảo cổ học. Văn hóa của họ là một trong những nền văn hóa lâu đời nhất ở châu Mỹ, trải dài từ 3500 đến 1800 TCN. Người Valdivia sống trong một cộng đồng những ngôi nhà được xây dựng theo hình tròn hoặc hình bầu dục xung quanh quảng trường trung tâm. Họ là những người ít vận động sống bằng nghề nông và đánh cá, mặc dù thỉnh thoảng họ săn nai. Từ hài cốt đã được tìm thấy, các học giả đã xác định rằng người Valdivian trồng ngô, đậu thận, bí, sắn, ớt, và cây bông, những thứ cuối cùng được sử dụng để làm quần áo. Đồ gốm Valdivia ban đầu thô và thiết thực, nhưng nó trở nên sặc sỡ, tinh tế và lớn theo thời gian. Họ thường sử dụng màu đỏ và màu xám; và đồ gốm màu đỏ sẫm được đánh bóng là đặc trưng của thời Valdivia. Trong các tác phẩm gốm và đá, văn hóa Valdivia cho thấy một sự tiến bộ từ những tác phẩm đơn giản nhất đến phức tạp hơn nhiều.

#### Người Cañari
Người Cañari là người bản địa của các tỉnh Cañar và Azuay ngày nay của Ecuador. Họ là một nền văn minh phức tạp với kiến trúc tiên tiến và tín ngưỡng tôn giáo phức tạp. Người Inca đã phá hủy và đốt cháy hầu hết những gì còn lại của họ. Thành phố cổ của Cañari đã được thay thế hai lần, lần đầu tiên là thành phố Tumebamba của người Inca và sau đó trên cùng địa điểm bởi thành phố thuộc địa Cuenca. Thành phố này cũng được cho là địa điểm của El Dorado, thành phố vàng từ thần thoại Colombia. (xem Cuenca)
Người Cañari đáng chú ý nhất vì đã đẩy lùi cuộc xâm lược của người Inca với sự kháng cự quyết liệt trong nhiều năm cho đến khi họ rơi vào tay Tupac Yupanqui. Nhiều hậu duệ của họ vẫn còn hiện diện ở Cañar. Phần lớn không trộn lẫn với thực dân hoặc trở thành Mestizo.

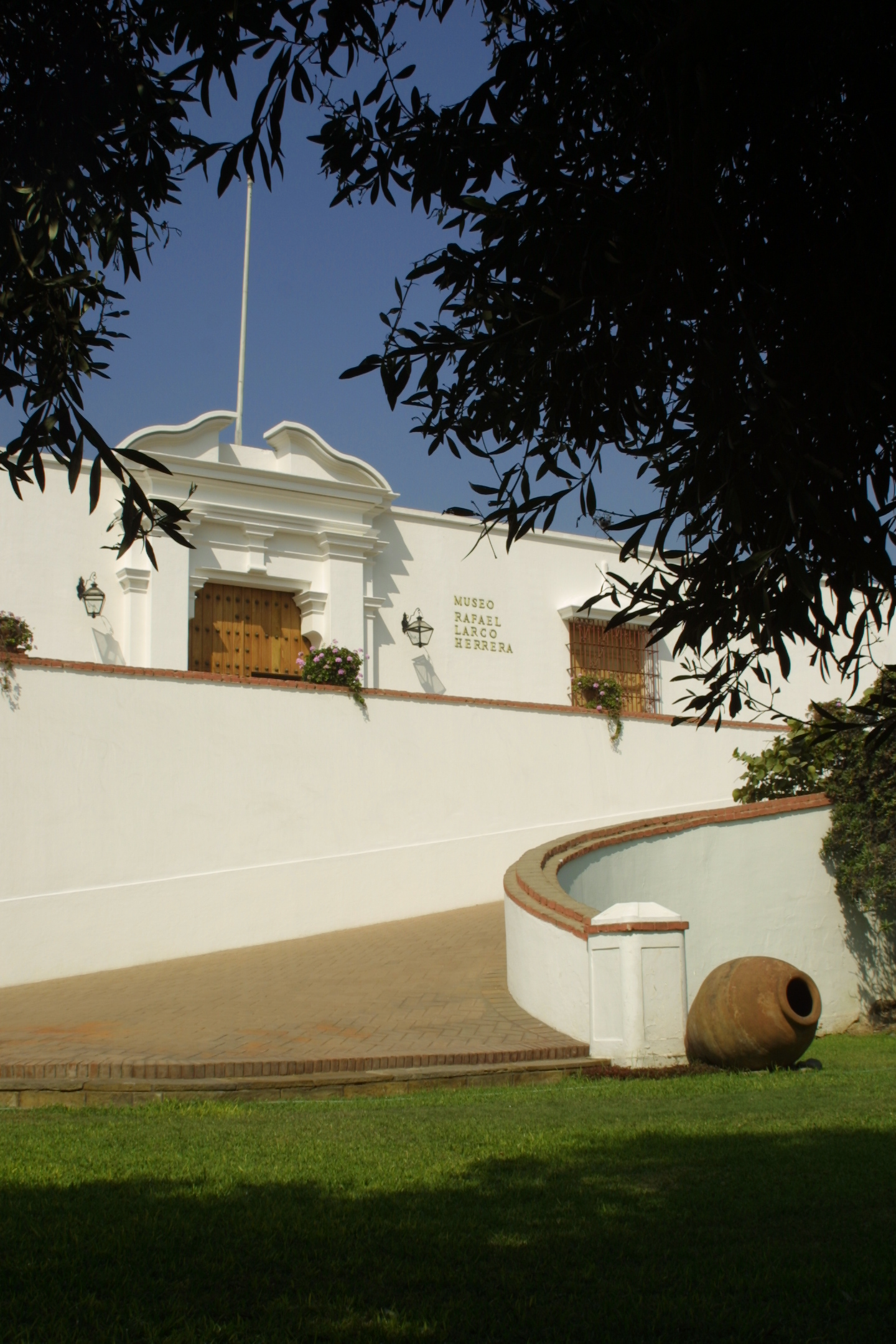
Bảo tàng Larco ở Lima, Peru, nơi lưu giữ bộ sưu tập nghệ thuật tiền Columbus lớn nhất.

#### Văn minh Chavín
Chavín, một nền văn minh tiên phong của Peru, đã thiết lập một mạng lưới thương mại và một nền nông nghiệp phát triển vào năm 900 trước Công nguyên theo một số ước tính và phát hiện khảo cổ học. Hiện vật được tìm thấy tại một địa điểm có tên Chavín ở Peru hiện đại ở độ cao 3.177 mét. Nền văn minh Chavín kéo dài từ 900 đến 300 trước Công nguyên.

#### Người Muisca
Các cộng đồng nói tiếng Chibcha là đông đảo nhất, mở rộng nhất về mặt lãnh thổ và kinh tế xã hội phát triển nhất của người Colombia gốc Tây Ban Nha. Đến thế kỷ thứ 8, người dân bản địa đã thiết lập nền văn minh của họ ở phía bắc dãy Andes. Có thời điểm, người Chibcha chiếm một phần của Panama ngày nay và vùng bình nguyên cao của Đông Sierra của Colombia.
Các khu vực mà họ chiếm đóng ở Colombia là các bộ phận của Santander (Bắc và Nam) ngày nay, Boyacá và Cundinamarca. Đây là nơi các trang trại và ngành công nghiệp đầu tiên được phát triển. Đó cũng là nơi phong trào độc lập bắt đầu. Đây hiện là những khu vực giàu có nhất ở Colombia. Người Chibcha đã phát triển khu vực đông dân nhất giữa đế chế Maya và Inca. Bên cạnh Quechua của Peru và Aymara ở Bolivia, người Chibcha của vùng cao nguyên phía đông và đông bắc Colombia đã phát triển một nền văn hóa đáng chú ý nhất trong số các dân tộc bản địa định cư ở Nam Mỹ.
Ở Andes Colombia, Chibcha bao gồm một số bộ lạc nói ngôn ngữ tương tự (ngôn ngữ Chibcha) gồm các bộ tộc sau đây: Muisca, Người Guane, Lache, Cofán và Chitareros.

#### Nền văn minh Moche
Moche phát triển mạnh ở bờ biển phía bắc Peru trong khoảng từ năm 100 đến năm 800. Di sản của Moche được nhìn thấy trong các chôn cất công phu của họ. Một số gần đây đã được khai quật bởi Christopher B. Donnan của UCLA kết hợp với Hiệp hội Địa lý Quốc gia.
Là những nghệ nhân lành nghề, những người Moche sở hữu công nghệ tiên tiến. Họ giao dịch với những người ở xa như Maya. Những gì đã được học về Moche dựa trên nghiên cứu về gốm gốm của họ; các chạm khắc tiết lộ chi tiết về cuộc sống hàng ngày của họ. Bảo tàng Larco ở Lima, Peru có một bộ sưu tập đồ gốm như vậy. Có nhiều bằng chứng cho thấy rằng người xưa thực hiện sự hiến tế người, các nghi thức uống máu , kết hợp các hoạt động tình dục không sinh sản (chẳng hạn như Liếm dương vật) trong các hoạt động tôn giáo.

#### Đế chế Tiwanaku

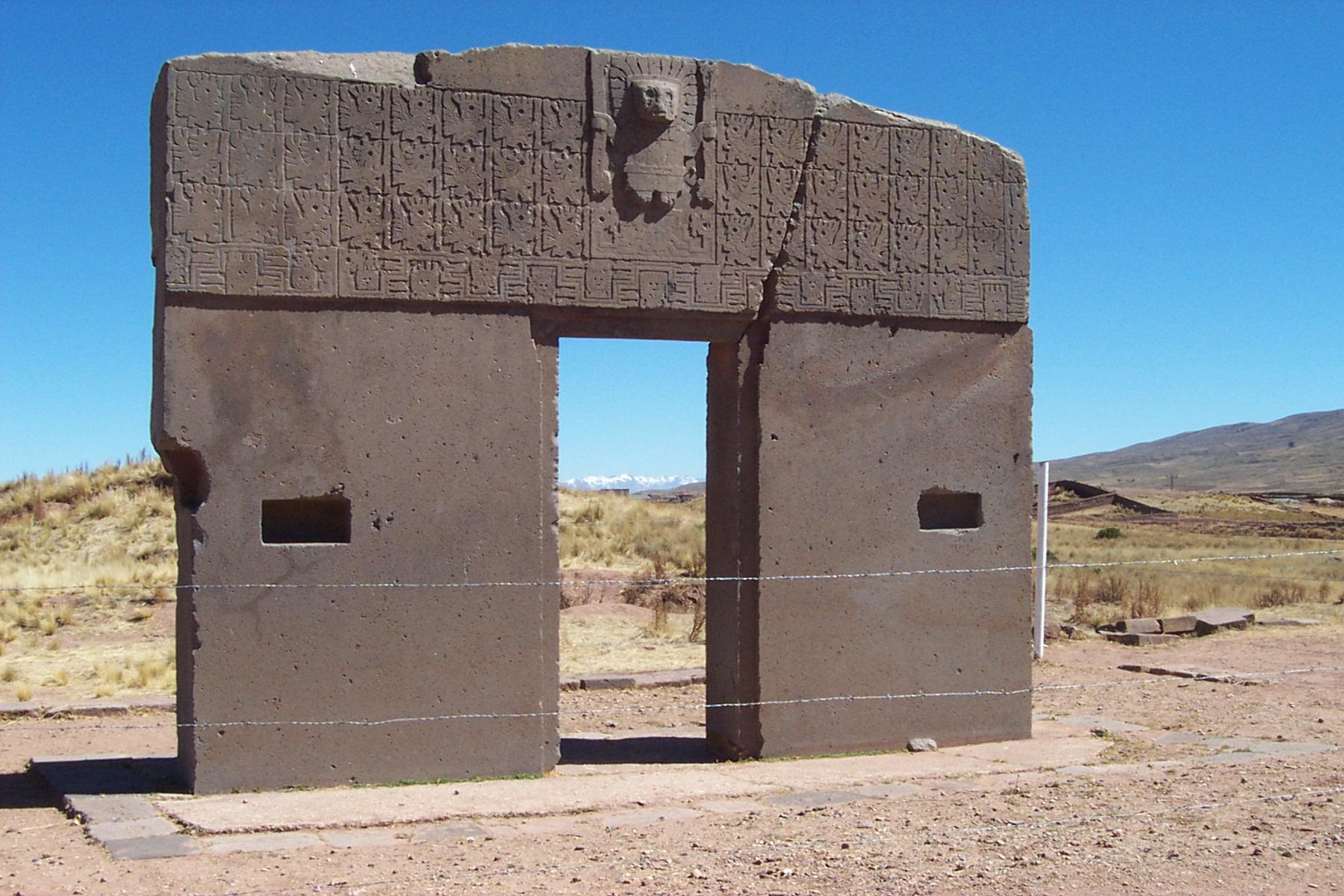
Cổng Mặt trời ở Tiwanaku

Đế chế Tiwanaku có trụ sở ở phía tây Bolivia và mở rộng sang Peru và Chile ngày nay từ năm 300 đến năm 1000. Tiwanaku được các học giả nghiên cứu về Andes công nhận là một trong những nền văn minh Nam Mỹ quan trọng nhất trước khi Đế chế Inca ra đời ở Peru; đó là thủ đô nghi thức và hành chính của một cường quốc nhà nước trong khoảng năm trăm năm. Các tàn tích của thành bang cổ đại này nằm gần bờ đông nam của hồ Titicaca ở thành phố Tiwanaku, tỉnh Ingavi, vùng La Paz, cách La Paz khoảng 72 km (45 dặm) về phía tây.

#### Đế chế Inca
Nắm giữ thủ đô của họ tại thành phố Cuzco, Peru có hình dạng giống báo sư tử lớn, nền văn minh Inca thống trị vùng Andes từ năm 1438 đến năm 1533. Được biết đến với cái tên Tawantinsuyu, hay "vùng đất bốn miền", ở Quechua, nền văn minh Inca rất khác biệt và phát triển. Sự thống trị của Inca mở rộng đến gần một trăm cộng đồng ngôn ngữ hoặc dân tộc, khoảng 9 đến 14 triệu người được kết nối bằng hệ thống đường dài 40.000 km. Các thành phố được xây dựng với bia đá chính xác, được xây dựng trên nhiều cấp độ địa hình núi. Ruộng bậc thang là một hình thức hữu ích của nông nghiệp. Có bằng chứng về tác phẩm nghệ thuật bằngkim loại xuất sắc và thậm chí phẫu thuật thần kinh thành công trong nền văn minh Inca.

#### Cambeba
Còn được gọi là Omagua, Umana và Kambeba, Cambeba là một người bản địa ở lưu vực sông Amazon của Brazil. Cambeba là một xã hội đông dân, có tổ chức vào cuối thời kỳ tiền Columbus, dân số bị suy giảm mạnh trong những năm đầu thời kỳ Trao đổi Columbia. Nhà thám hiểm người Tây Ban Nha Francisco de Orellana đi qua sông Amazon trong thế kỷ 16 và báo cáo các khu vực đông dân cư chạy hàng trăm km dọc theo sông. Những quần thể này không để lại di tích lâu dài, có thể vì họ đã sử dụng gỗ địa phương làm vật liệu xây dựng vì đá không có sẵn tại địa phương. Mặc dù có thể Orellana có thể đã phóng đại mức độ phát triển của người Amazon, nhưng hậu duệ bán du mục của họ có sự phân biệt kỳ lạ giữa các xã hội bản địa bộ lạc của một tầng lớp quý tộc cha truyền con nối, nhưng không có đất đai. Bằng chứng khảo cổ học đã tiết lộ sự hiện diện liên tục của các vườn cây bán thuần hóa, cũng như các vùng đất rộng lớn được làm giàu với đất đen. Cả hai khám phá này, cùng với gốm Cambeba được phát hiện trong cùng một cấp độ khảo cổ cho thấy rằng một nền văn minh lớn và có tổ chức đã tồn tại trong khu vực.

## Sự phát triển nông nghiệp
Những cư dân đầu tiên của châu Mỹ đã phát triển nông nghiệp, phát triển và nhân giống ngô từ giống có tai dài 5 cm đến kích thước hiện tại đã quen thuộc ngày nay. Khoai tây, cà chua, cà chua xanh (một loại cà chua xanh có vỏ), bí ngô, ớt, bí, đậu, dứa, khoai lang, ngũ cốc Diêm mạch và rau dền, hạt ca cao, vani, hành tây, đậu phộng,Dâu rừng, dâu tây,việt quất xanh, quả mâm xôi, đu đủ và bơ là một trong nhiều giống cây được trồng bởi người bản địa. Hơn hai phần ba của tất cả các loại cây lương thực được trồng trên toàn thế giới có nguồn gốc từ Châu Mỹ.
Người bản địa bắt đầu sử dụng lửa một cách phổ biến. Việc đốt thực vật có chủ ý đã được thực hiện để mô phỏng các tác động của hỏa hoạn tự nhiên có xu hướng làm sạch rừng, do đó làm cho việc đi lại dễ dàng hơn và tạo điều kiện cho sự phát triển của các loại thảo mộc và cây trồng mọng rất quan trọng đối với cả thực phẩm và thuốc. Điều này đã tạo ra các thảo nguyên tiền Columbus ở Bắc Mỹ.
Mặc dù không phổ biến như ở các khu vực khác trên thế giới (Châu Á, Châu Phi, Châu Âu), người Mỹ bản địa đã chăn nuôi gia súc. Gà tây nhà phổ biến ở Trung bộ Châu Mỹ và ở một số vùng của Bắc Mỹ; chúng cho thịt, lông và có thể là trứng. Có tài liệu về Trung bộ Châu Mỹ sử dụng những giống chó không lông, đặc biệt là giống Xoloitzcuintle, để lấy thịt của chúng. Các xã hội khu vực Andes có lạc đà không bướu và lạc đà Alpaca để lấy thịt và len, cũng như cho những con thú gánh nặng. Chuột lang nhà được nuôi để lấy thịt ở Andes. Cự đà và một loạt các động vật hoang dã, chẳng hạn như hươu và pecari, là một nguồn thịt khác ở Mexico, Trung và Bắc Nam Mỹ.
Đến thế kỷ 15, ngô đã được truyền từ Mexico và đang được canh tác ở vùng vịnh Mississippi, đến tận Bờ Đông Hoa Kỳ, và ở tận phía bắc như miền nam Canada. Khoai tây được sử dụng bởi người Inca và Sô-cô-la được sử dụng bởi người Aztec.